# HMS Kenya (14)
«Кеніа» (14) (англ. HMS Kenya (14) — військовий корабель, легкий крейсер типу «Коронна колонія» Королівського військово-морського флоту Великої Британії за часів Другої світової та Корейської війн.
«Кеніа» був закладений 18 червня 1938 на верфі компанії Alexander Stephen and Sons, Глазго. 27 вересня 1940 увійшов до складу Королівських ВМС Великої Британії.